# Kummersdorf-Gut

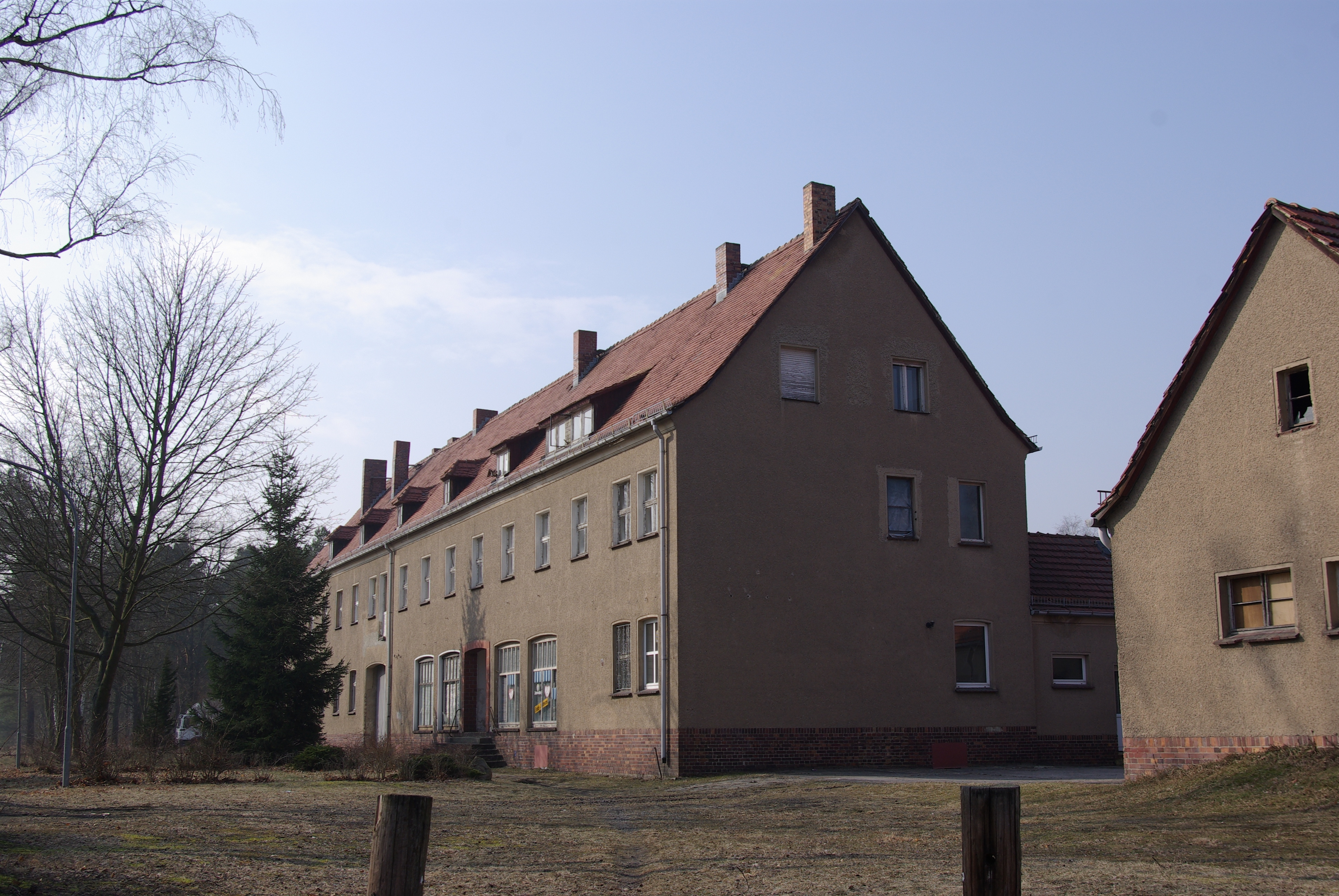
Straße nach Luckenwalde 2 bis 5

Kummersdorf-Gut (vor 1945 Kummersdorf-Schießplatz) ist ein Ortsteil der amtsfreien Gemeinde Am Mellensee im Landkreis Teltow-Fläming (Brandenburg). Bis zum im Jahr 2002 erfolgten Zusammenschluss mit fünf anderen benachbarten Gemeinden zur (Groß-)Gemeinde Am Mellensee war Kummersdorf-Gut eine selbständige Gemeinde innerhalb des damaligen Amtes Am Mellensee.

## Geographie
Kummersdorf-Gut liegt im südlichen Teil des Gemeindegebiets von Am Mellensee. Es grenzt im Norden an Kummersdorf-Alexanderdorf und Sperenberg, beides Ortsteile von Am Mellensee, im Osten an Sperenberg, im Süden an Horstwalde (Stadt Baruth/Mark) und Schönefeld (Gemeinde Nuthe-Urstromtal) und im Westen an Gottow und Schöneweide (beides Ortsteile von Nuthe-Urstromtal).

## Geschichte

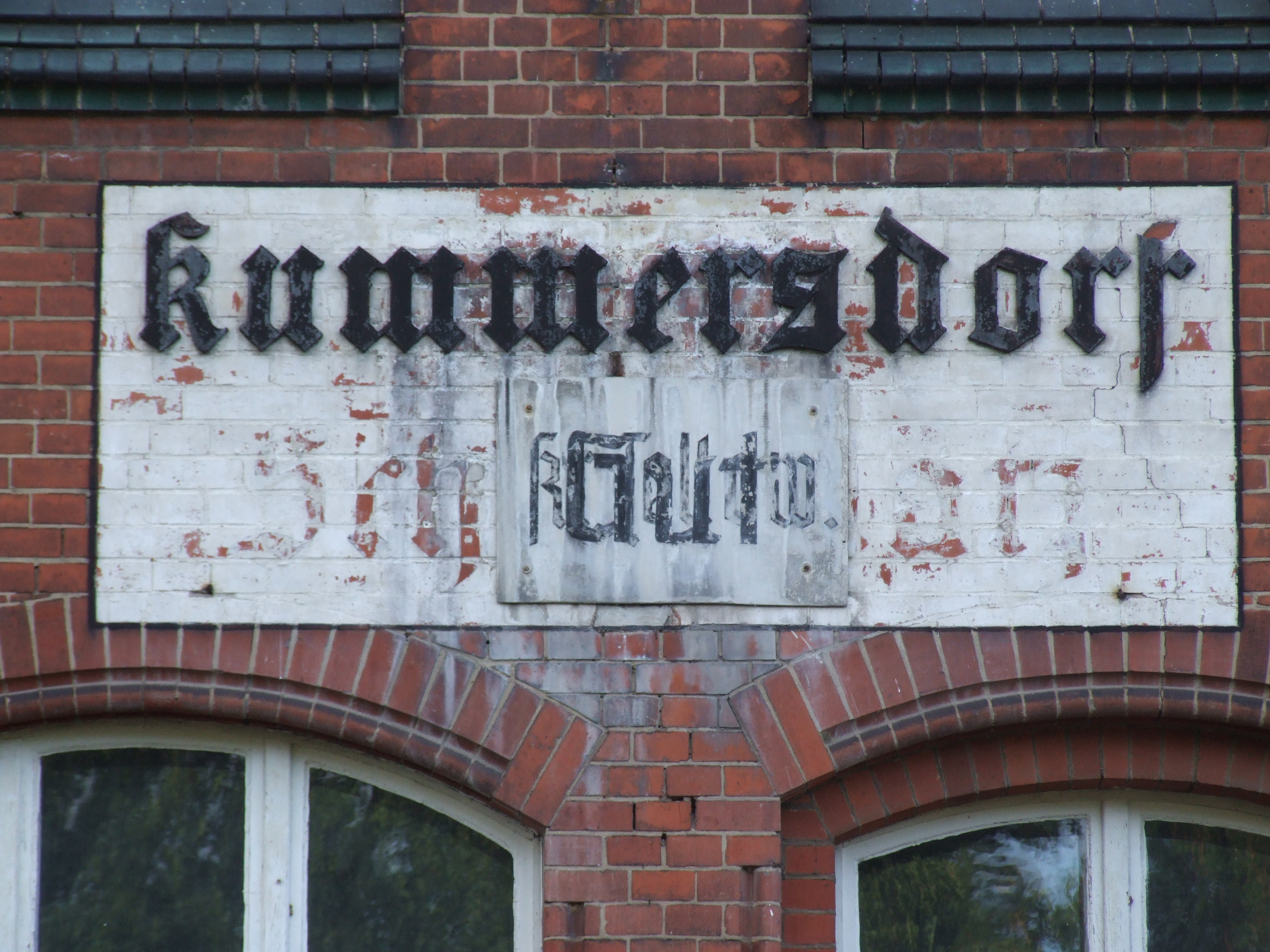
Ortsschild Bahnhofsgebäude, man erkennt noch die alte Bezeichnung Schießplatz

Um 1875 wurde der Schießplatz Tegel der preußischen  Artillerieprüfungskommission in den Kummersdorfer Forst verlegt. Seit 1891 wurde durch die Abtrennung von 824 Hektar des Forstgutsbezirks Kummersdorf, 46 Hektar des Gemeindebezirks Kummersdorf und acht Hektar des Gemeindebezirks Alexanderdorf ein neuer Gutsbezirk geschaffen. Durch Eingliederung von weiteren Flächen des Kummersdorfer Forstes vergrößerte sich diese Gemarkung auf zunächst 911 Hektar (um 1900), 1166 Hektar (1931) bis auf 2240 Hektar (heute). Der Gutsbezirk bestand bis weit nach 1928. Kleinere Teile, so zum Beispiel das Gelände um das Kommandanturgebäude, wurden 1929 nach Fernneuendorf eingemeindet. Der gemeindefreie Gutsbezirk wurde zunächst Kummersdorf-Schießplatz genannt. Am Rande des Schießplatzes entstand eine Siedlung für Zivilangestellte der Wehrmacht, die Heeresarbeitersiedlung Kummersdorf-Schießplatz, vorherige Bezeichnung Wohnkolonie Fern-Neuendorf. 1945 erfolgte die Umbenennung in Kummersdorf-Gut.
Am Ort befand sich bis 1945 die Heeresversuchsanstalt Kummersdorf der Wehrmacht, die dort ein Entwicklungs- und Erprobungszentrum für neue Waffensysteme (Versuchsstelle Gottow) betrieb. Heute befindet sich dort das Historisch-Technische Museum der Versuchsstelle Kummersdorf.
Auf dem Gelände der ehemaligen Kraftfahrversuchsstelle (Verskraft) Kummersdorf befand sich das zwischen 1999 und 2012 existierende Technische Museum Kummersdorf.

### Bevölkerungsentwicklung
(bis 1971 aus dem Historischen Ortslexikon)
| Jahr | Einwohner |
| ---- | --------- |
| 1895 | 271       |
| 1925 | 255       |
| 1939 | 1477      |
| 1946 | 1031      |
| 1964 | 620       |
| 1971 | 586       |
| 2006 | 387       |
| 2015 | 346       |
| 2021 | 346       |

### Persönlichkeiten
- Helmut Vandrei, 1922 in Schießplatz Kummerdorf geboren, Politiker, Gewerkschaftsfunktionär in Berlin (West)
- Paul von Hase, lebte von 1926 bis 1931 in Kummersdorf-Schießplatz, General, Widerstandskämpfer

## Sehenswürdigkeiten

### Bodendenkmale
Die Denkmalliste verzeichnet unter den Bodendenkmalen auf der Gemarkung:
- einen Siedlungsplatz der Bronzezeit

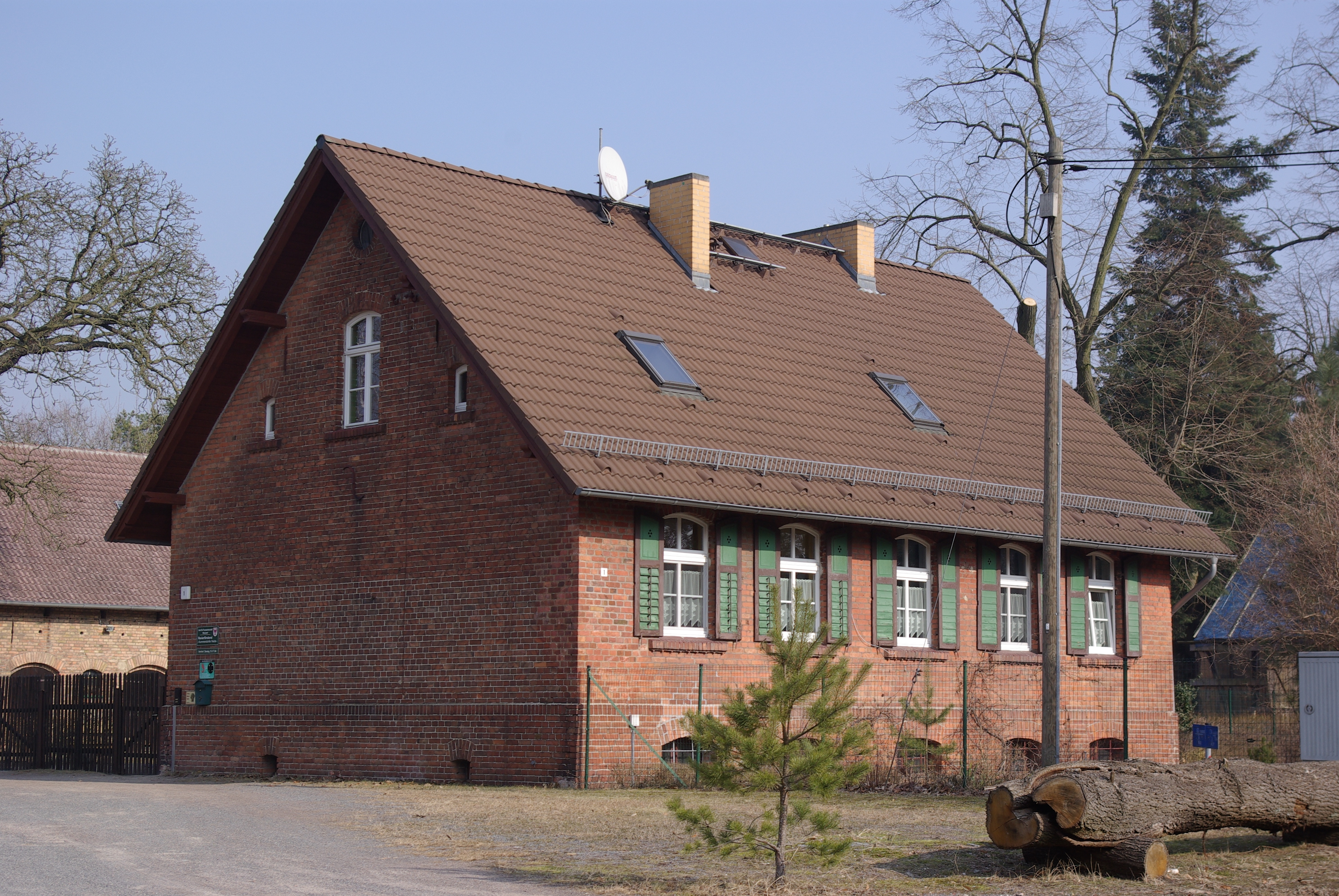
Straße nach Luckenwalde 1, Ehemalige Försterei

- neuzeitliche Militaria

### Baudenkmale
→Siehe Liste der Baudenkmale in Am Mellensee 

## Verkehr
Der Bahnhof Kummersdorf-Gut lag an der Bahnstrecke Zossen–Jüterbog. Diese ist seit 2003 stillgelegt.